# Живодеров
М. Живодеров (Живодер), (имя и отчество неизвестны)  (1883, Солошино, Кобелякский район — 23 сентября 1920, Кутейниковская, Зимовниковский район) — матрос-революционер Черноморского флота, активный участник Гражданской войны в России. Один из командиров РПАУ. Анархист по убеждению, но в организации не состоял.

## Биография
Родился в крестьянской семье в селе Солошино, Кобелякского уезда, Полтавской губернии. В 1904 году был призван на флот матросом. Служил вестовым у адмирала Трегубова, начальника Керченского порта и гарнизона.
В 1917—1918 году принимал активное участие в установлении советской власти в Крыму. С началом активного наступления австро-немецких войск на советские республики зимой весной 1918, по решению Областного революционного Штаба Советской социалистической республики Тавриды, 27 февраля (12 марта) в Феодосии был создан Черноморский полк для похода в Николаев и защиты его от наступающих австро-немецких войск. Живодерова назначили командиром 3-й Феодосийский Черноморский революционный отряд (батальон). Во время отступления из Николаева его отряд был полностью разбит под станцией Водопой 12 марта (25 марта).
Полковник Н. Н. Кришевский в мемуарах вспоминал про подход немцев к Феодосии: "А вслед за конными потекла пехота с нескольких поездов (около 4000 человек) и с массой награбленного добра. Все это бросилось в порт и, давя друг друга, полезло на несколько военных транспортов в состоянии полной паники, когда один выстрел заставил бы их всех сдаться. Отрядом командовал славившийся своей жестокостью матрос Живодеров".
В конце апреля 1918 года Живодеров командовал ротой в 1-м Черноморском полку. В конце апреля 1918 года Живодеров командовал отрядом Вооруженных сил Советской республики Тавриды, который держал позиции на Перекопском и Чонгарском направлении.
В 20-х числах апреля 1918 года узнав что Джанкое бесчинствовал штаб 1-й Украинской армии во главе с Егоровым П. В., в город была отправлена рота Живодерова для наведения порядка. Прибыв в город завязалась перестрелка между отрядом Живодерова и железнодорожной бригадой которая защищала Егорова с обеих сторон было по одному убитому после этого рота обезоружила Штаб Егорова и забрала все его ценности. 
После занятия города немцами отряд Живодерова отошел к станции Колай. 20 апреля 1918 года 1-й Черноморский полк повел контрнаступление на Джанкой, но из за военной безграмотности Живодерова контрнаступление провалилось. После череды поражений Живодеров отступил к Керчи.
Вот как описывал Живодерова командир городской охраны Керчи ротмистр Н. Кришевский: "В тот момент когда мы с трудом продвигались через толпу, в неё врезался автомобиль в котором сидел командующий большевистской «армией» - матрос Живодеров, одетый в матросскую форму, причем слева висел флотский палаш, а справа - офицерская шашка Крымского кон. полка, вся в серебре. Кроме того, два револьвера и две - накрест - ленты с патронами довершали его вооружение".
15(28) апреля 1918 года Живодеров покинул Керчь.
На Кубани Живодеров принимал участие в боях с бело-казаками, и походе 11-й Красной армии к Астрахани. Принимал участие в Обороне Царицына, Сталин И. В. выдвинул Живодерова представителем по вопросом снабжения 10-й армии в Москве. В 1919 году организовал в Москве банду которая занималась вымогательством и налетами. 
В этом же году покинул Москву и поехал на Украину где с февраля по март командовал 3-й бригадой, 1-й Заднепровской дивизии и Екатеринославским боевым участком. Так оценивали его работу современники: "Живодеров проявил полную нераспорядительность и несоответствие своему назначению".
15 июля 1919 года бригада Живодерова принимала участие в взятии Екатеринослава, во время уличных боев части Живодерова отступили, оставив махновцев наедине с частями атамана А. Г. Шкуро, а сам Живодеров во время боев за город бросил участок и уехал в Кременчуг.
В начале 1920 года Живодеров вернулся в Екатеринослав с рекомендательным письмом, в городе его назначили командиром батальона . Желая избавиться от Живодерова, губвоенком Ленговский включил его в число мобилизованных. Тогда Живодеров вместо того, чтоб поехать в Москву в порядке мобилизации, поехал в Верхнеднепровский уезд, где начал формировать отряд повстанцев.
В июле 1920 года Живодеров командовал отрядом численностью 600 бойцов, который действовал в Кобыляцком уезде Полтавской губернии. В июле 1920 года в селе Китай-Город Нестор Махно объединил местные отряды в 3-й пехотный полк, а командиром назначил Живодерова. Убит на Донщине в станице Кутейниково 23 сентября 1920 года.
После смерти Живодерова в составе РПАУ был создан 8-й пехотный полк им. Живодерова, командиром отряда был Мятеж, который из за неподчинения командованию РПАУ был разоружен.